# Martin de Corbie
Pour les articles homonymes, voir Corbie (homonymie).
Martin de Corbie ou Martin d'Arades (? - 726) fut un moine de l'Abbaye de Corbie du VIIIe siècle qui devint le confesseur de Charles Martel. Il est reconnu saint par l'Église catholique

## Biographie
On sait peu de chose sur ce personnage qui fut admis à l'abbaye de Corbie sous l'abbatiat d'Erembert. Il se distingua par son intégrité et son érudition. Charles-Martel, maire du palais d'Austrasie, informé de ses mérites, le choisit pour confesseur.
Il mourut en 726 à Saint Priest sous Aixe.

## Vénération
Il est vénéré dans le Limousin, particulièrement à Saint-Priest-sous-Aixe, à deux lieues de Limoges, qui possède ses reliques, sans doute, parce qu'il y est mort. Sur sa tombe se produisirent des miracles et il fut béatifié. Saint Martin de Corbie était invoqué pour la guérison de la goutte.
Selon Bernard Guido, en 1273, une femme reçut d'un guerrier qui l'avait sans doute pillée, la tête de saint Martin de Corbie conservée chez les dominicains de Limoges. Des visions horribles l'ayant assaillies, cette dame rendit la sainte relique à l' église de Saint-Priest. Quelque temps après, les soldats qui avaient pillé le couvent de Limoges trouvèrent la mort au combat.
Sa fête est célébrée le 26 septembre.

## Pour approfondir